# Party in the U.S.A.
Party in the U.S.A. è un singolo della cantante statunitense Miley Cyrus pubblicato l'4 agosto 2009. 
Il 7 dicembre 2020 è stato certificato disco di diamante negli Stati Uniti.

## Descrizione
Scritta da Jessie J, Dr. Luke e Claude Kelly e prodotta da Dr. Luke, è stata pubblicata come singolo e poi anche nell'EP The Time of Our Lives, servito anche come promozione per i suoi abiti nella linea Walmart con Max Azria. Il brano inizialmente era scritto da Jessie J per il suo debutto, ma essa rifiutò l'idea non considerandola una canzone adatta per farla esplodere. Allora il brano venne successivamente proposto alla Cyrus che accettò apportando lievi modifiche al testo, trasformando il cambiamento di vita di Jessie J, (trasferitasi in quei tempi dal Regno Unito negli Stati Uniti) nell'esperienza a Los Angeles della Cyrus. La canzone è stata programmata per essere mandata in onda alla radio dapprima il 3 agosto 2009, ma la data di uscita è stata poi cambiata al 29 luglio a seguito di una perdita di informazioni illegali su Internet. Party in the U.S.A. è una canzone che ha caratteristiche di primo piano dance pop. Il testo della canzone (nel quale vengono più volte citati i cantanti Jay-Z e Britney Spears) si riferisce al cambiamento di vita di Miley Cyrus all'inizio della sua carriera, infatti si è dovuta trasferire da Nashville, Tennessee, a Los Angeles, California per iniziare a registrare Hannah Montana.
La canzone è diventata il maggior successo di sempre di Miley Cyrus: negli Stati Uniti arriva alla posizione numero uno della Hot Digital Songs rimanendo nella classifica per 30 settimane, ed è il brano della Hollywood Records più venduto e quello ad aver raggiunto la posizione più alta nelle classifiche americane. A livello mondiale riesce a vendere più di 8.000.000 diventando la 20ª canzone più venduta di sempre su iTunes.
Il brano è il primo vero successo di Jessie J come cantautrice. Il video del brano è uno di quelli che hanno ottenuto la certificazione Vevo ed è, inoltre, il più visualizzato tra quelli della Hollywood Records.

## Promozione
Miley Cyrus ha eseguito la canzone dal vivo in molti luoghi diversi. La sua performance ai Teen Choice Awards 2009 ha suscitato molte polemiche, in quanto i critici hanno sostenuto che la performance è stata di natura sessuale e inadeguata per una manifestazione giovanile a causa dell'uso di un palo da lap dance da parte di Miley Cyrus. Altri hanno difeso la Cyrus, notando che ha vinto 6 (4 grazie al personaggio di Hannah Montana) premi quella sera. È stata eseguita anche durante il Bangerz Tour del 2014.

## Video musicale
Cyrus contattò Chris Applebaum e iniziò le riprese nel luglio 2009 per dirigere il video musicale di accompagnamento di "Party in the U.S.A.", con idee per il video già concepite. Le sue idee per il tema del video riguardavano "white trash, patinato e glamour." Ha detto ad Applebaum che desiderava rendere omaggio a uno dei suoi film preferiti, Grease (1978), e ai giorni di corteggiamento dei suoi genitori. L'ideazione del video è scattata con l'idea di richiamare la scena di Grease in cui John Travolta canta "Sandy". Nella scena, Travolta esce da un'auto e si dirige verso una palestra nella giungla, dove si siede su un'altalena e canta la canzone mentre sullo sfondo vengono proiettate delle proiezioni. Per rendere omaggio ai tempi in cui i suoi genitori si corteggiavano, Cyrus e Applebaum hanno chiamato un drive-in theater nel video Corral Drive-In, in onore di un drive-in del Kentucky dove i genitori di Cyrus avevano un appuntamento. "Inoltre, la mamma di Miley, Tish, guidava una Pontiac Trans Am nera del '79, in stile Smokey and the Bandit, e ovviamente è quella l'auto con cui Miley arriva", ha detto Applebaum.
Il video inizia mostrando un drive-in di giorno. Cyrus arriva più tardi a bordo di una Pontiac Trans Am nera del 1979, con una canotta nera, pantaloncini corti strappati, stivali da cowboy e un gilet nero. Cyrus e diverse comparse si dirigono verso un pick-up blu, dove Cyrus canta usando un microfono digitale e le comparse la accompagnano. Nella seconda strofa della canzone, Cyrus è sdraiata contro un muro su cui è raffigurato il nome del drive-in, "Corral Drive-In". Poi, una bandiera americana con 33 stelle e 8 strisce si srotola davanti a un muro indipendente in un paesaggio desolato, dove Cyrus canta in un microfono mentre coriandoli glitterati cadono dall'alto. Più tardi, lei, in piedi su un'altalena al centro, e diversi ballerini di supporto appaiono in una struttura per la giungla durante la serata. Per il ritornello finale della canzone, Cyrus si esibisce con quattro ballerini di supporto su un palco, dove in sottofondo viene riprodotta la bandiera americana e le lettere sopra di essa che compongono la parola "USA". Le scene di intermezzo mostrano persone che entrano nel cinema drive-in, Cyrus che cammina da sola attraverso il drive-in, o lei e i ballerini di supporto che si esibiscono nella struttura per la giungla. Il video si conclude con Cyrus che si scompiglia i capelli sul palco.

## Classifiche

### Classifiche settimanali
| Classifica (2009) | Posizione massima |
| ----------------- | ----------------- |
| Australia         | 6                 |
| Austria           | 22                |
| Belgio (Fiandre)  | 39                |
| Belgio (Vallonia) | 18                |
| Canada            | 3                 |
| Danimarca         | 23                |
| Europa            | 17                |
| Francia           | 6                 |
| Giappone          | 4                 |
| Indonesia         | 1                 |
| Irlanda           | 5                 |
| Italia            | 55                |
| Nuova Zelanda     | 3                 |
| Regno Unito       | 11                |
| Spagna            | 32                |
| Svezia            | 22                |
| Svizzera          | 41                |
| Ungheria          | 6                 |
| Stati Uniti       | 2                 |
| Stati Uniti (Pop) | 1                 |

### Classifiche di fine anno
| Classifica (2022) | Posizione |
| ----------------- | --------- |
| Australia         | 83        |
| Classifica (2023) | Posizione |
| Australia         | 69        |